# Rescue Special Ops
Rescue Special Ops (en español: "Rescate: Centro Especial de Operaciones") es un drama australiano. A partir de la tercera temporada en el 2011 la serie cambió su título y ahora es llamada Rescue (Rescate). 
La serie comenzó sus transmisiones el 2 de agosto de 2009 por medio de la cadena Nine Networ. En del 2011 se anunció que la serie no renovaría y que la tercera sería la última, el último episodio se transmitió el 5 de septiembre de 2011.
La serie se centra en un grupo de paramédicos profesionales que se encargan de buscar y rescatar a personas que se encuentran en peligro, en ocaisones poniendo sus vidas en riesgo también.
Rescue Special Ops ha contado con la participación de actores invitados como Christian Clark, Jessica Tovey, Anthony Hayes, Simmone Jade Mackinnon, Damian de Montemas, Edwina Ritchard, Dan Ewing, Gyton Grantley, Josef Ber, Marta Dusseldorp, Caroline Craig, Bridie Carter, Amy Mathews, Lincoln Lewis, Lisa Chappell, Myles Pollard, Jonny Pasvolsky, Hanna Mangan Lawrence, Madeleine West, Gabrielle Scollay, Jessica Napier, Alex Dimitriades, Helen Dallimore, Craig McLachlan, entre otros...

## Historia
Rescue: Special Ops se centra en un equipo de paramédicos experimentados que participan en búsquedas peligrosas y operaciones de rescates. 
El trabajo trae cara a cara a los integrantes de la unidad con situaciones de vida y muerte todos los días, pero como cualquier otra persona deben enfrentar las situaciones que viven en su vida amorosa y su carrera.
El equipo está integrado por Michelle LeTourneau, Vince Marchello y los hermanos Dean Gallagher & Chase Gallagher, que en ocasiones compiten para demostrar quien es el macho alfa en la familia. Junto a ellos trabajan los paramédicos Lara Knight, Heidi Wilson y Jordan Zwitkowski. En el 2011 al equipo se les unió el mediano de los hermanos Gallagher, Lachie.

## Personajes
| Actor           | Personaje           | Trabajo                           | N.º de Episodios | Temporada   |
| --------------- | ------------------- | --------------------------------- | ---------------- | ----------- |
| Libby Tanner    | Michelle LeTourneau | Administradora de la Estación RSO | 48               | 2009 - 2011 |
| Peter Phelps    | Vince Marchello     | Coordinador de la Estación RSO    | 48               | 2009 - 2011 |
| Les Hill        | Dean Gallagher      | Líder de la Unidad RSO            | 48               | 2009 - 2011 |
| Andrew Lees     | Chase Gallagher     | Oficial de la Unidad RSO          | 48               | 2009 - 2011 |
| Gigi Edgley     | Lara Knight         | Oficial de la Unidad RSO          | 48               | 2009 - 2011 |
| Katherine Hicks | Heidi Wilson        | Oficial de la Unidad RSO          | 48               | 2009 - 2011 |
| Daniel Amalm    | Jordan Zwitkowski   | Oficial de la Unidad RSO          | 48               | 2009 - 2011 |
| Luke McKenzie   | Lachie Gallagher    | Oficial de la Unidad RSO          | 10               | 2011        |

### Personajes Recurrentes
| Actor           | Personaje       | Empleo                       | Episodios | Duración    |
| --------------- | --------------- | ---------------------------- | --------- | ----------- |
| Tim McCunn      | Ian Johnson     | Detective                    | 19        | 2009 - 2011 |
| Wil Traval      | Hamish McIntyre | -                            | 8         | 2009 - 2011 |
| Todd Lasance    | Cam Jackson     | Líder de la Unidad Lifeblood | 7         | 2011        |
| Craig McLachlan | Hayden Bradley  | -                            | 6         | 2011        |
| Petra Yared     | Zoe Hulme       | Policía                      | 5         | 2011        |

## Episodios
La primera segunda temporada estuvieron conformadas por 13 episodios y la tercera temporada lo estará de 22 episodios.

## Premios y nominaciones
| Año  | Categoría                          | Premio             | Nominada (o)                                | Resultado |
| ---- | ---------------------------------- | ------------------ | ------------------------------------------- | --------- |
| 2010 | Best Music for a Television Series | Screen Music Award | Nerida Tyson-Chew (temporada 1, episodio 1) | Nominada  |
| 2010 | Most Popular New Female Talent     | Logie Award        | Katherine Hicks                             | Nominada  |

## Producción
El programa es producido por Southern Star Entertainment, con la ayuda de Screen Australia y del Gobierno de Nueva Gales del Sur. Esta es filmada en y alrededor de Sídney.
Aunque se creyó que la serie no regresarí a para una segunda tmeporada debido a los altos costos del presupuesto y al bajo puntaje que obtuvo; la cadena Nine Network confirmó que sí habría una segunda temporada y que esta se estrenaría en el 2010.
En julio del 2010 la cadena Nine Network confirmó que la serie había sido renovada para una tercera temporada conformada de 22 episodios y la cual se estrenaría en algún momento del 2011.